# Rebeca Bernal
Rebeca Bernal Rodríguez (Tampico, Tamaulipas, México, 31 de agosto de 1997) es una futbolista mexicana. Actualmente juega como defensa en el Washington Spirit de la NWSL. Juega para la Selección Femenina de Fútbol de México.

## Biografía
De niña Rebeca jugaba fútbol con su madre y amigos, a los 7 años ingresó a la Escuela de Fútbol Cruz Azul Madero en Ciudad Madero. A los 14 años se mudó a Monterrey a estudiar Psicología en el Instituto Tecnológico de Estudios Superiores de Monterrey.

## Trayectoria deportiva
Bernal jugó en el Club de Fútbol Monterrey Femenil, con quienes debutó en el torneo de Apertura de la Liga MX Femenil en 2017. Ganó 4 campeonatos de liga con su equipo.
En Febrero del 2025 se unió al Washington Spirit de la National Women's Soccer League.

### Selección nacional
A los 15 años Bernal integró el seleccionado mexicano sub-17 femenil que disputó el Campeonato Femenino Sub-17 de la Concacaf. A los 16 años fue llamada al conjunto mexicano sub-20 y en enero de 2017 fue integrada a la selección femenina de fútbol de México.